# Emmalocera latilimbella
Emmalocera latilimbella is een vlinder uit de familie snuitmotten (Pyralidae). De wetenschappelijke naam is voor het eerst geldig gepubliceerd in 1890 door Ragonot.
De soort komt voor in Europa.